# Aegicetus
Aegicetus — це вимерлий рід протоцетидних китів, заснований на частковому черепі з більшою частиною пов'язаного посткраніального скелета, виявленого в Єгипті. Він жив ≈ 35 мільйонів років тому (під час пізнього еоцену), що робить його наразі наймолодшим відомим протоцетидом. Aegicetus був виявлений у 2007 році у Ваді-ель-Хітан (формація Геханнам) як відносно повний скелет і частково другий екземпляр. Вони були віднесені до нового роду та виду у 2019 році Філіпом Д. Гінгеріхом та співавт.

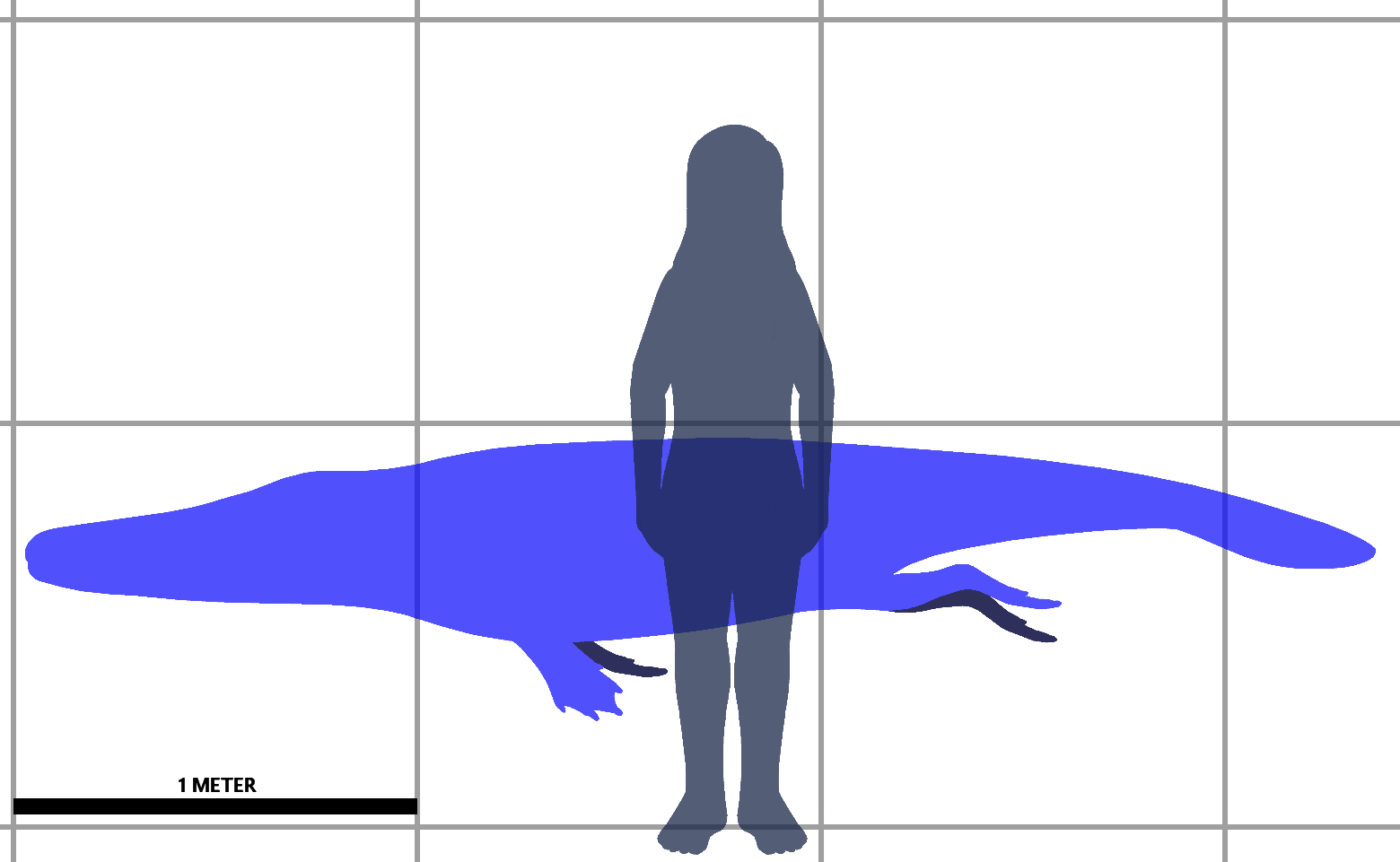
Силует, що показує розмір голотипу.

Повідомляється, що Aegicetus був проміжним за формою і функціонально перехідним у тому, що мав більший і потужніший хребетний стовп у плавця, що рухається хвостом. Від Peregocetus він відрізняється відсутністю міцного крижово-клубового суглоба, а від Rodhocetus — меншими задніми лапами, що вказує на те, що він був менш здатний пересуватися по суші і менше покладався на задні кінцівки, щоб рухатися у воді.